# Superprestige veldrijden 2018-2019
De Superprestige veldrijden 2018-2019 (officieel: Telenet Superprestige Cyclocross 2018-2019) was het 37ste seizoen van het regelmatigheidscriterium in het veldrijden. De Superprestige werd georganiseerd door Flanders Classics en bestond uit crossen in België en Nederland. Bij de mannen was Mathieu van der Poel de verdedigende kampioen, bij de vrouwen Sanne Cant. Allebei wisten ze hun titel te prolongeren.
Sinds het seizoen 2018-2019 is de organisatie in handen van Flanders Classics, die het stokje hebben overgenomen van de Verenigde Veldritorganisatoren.

## Puntenverdeling
Punten werden toegekend aan alle crossers die in aanmerking kwamen voor Superprestige-punten. Voor de categorieën mannen elite, vrouwen elite en jongens junioren ontving de top vijftien punten aan de hand van de volgende tabel:
| Positie | 1  | 2  | 3  | 4  | 5  | 6  | 7 | 8 | 9 | 10 | 11 | 12 | 13 | 14 | 15 |
| Punten  | 15 | 14 | 13 | 12 | 11 | 10 | 9 | 8 | 7 | 6  | 5  | 4  | 3  | 2  | 1  |

Voor de categorieën mannen U23 en vrouwen U23 ontving de top acht punten aan de hand van de volgende tabel:
| Positie | 1 | 2 | 3 | 4 | 5 | 6 | 7 | 8 |
| Punten  | 8 | 7 | 6 | 5 | 4 | 3 | 2 | 1 |

In ieder klassement van de Superprestige werd aan de hand van de gewonnen punten in de acht wedstrijden een eindklassement opgemaakt. De veldrijder met het hoogste aantal punten in zijn klassement werd als winnaar van de Superprestige uitgeroepen. De elite en beloften (-23 jaar) renners reden samen, er werd wel een apart klassement opgemaakt. De beloften renners streden zodoende ook mee om het elite eindklassement.
1. ↑  De deelnemers hadden niet de verplichting om aan alle wedstrijden van de Superprestige deel te nemen. Indien bij het opmaken van het eindklassement meerdere renners met eenzelfde aantal punten zouden eindigen, werd voorrang gegeven aan de renner die in de meeste wedstrijden van de Superprestige van start gegaan is. Indien aansluitend nog renners op gelijk puntenniveau staan, werd het voordeel gegeven aan de renner met de meeste overwinningen in de crossen van de Superprestige. Indien deze factor niet kon meespelen, zou de renner met de beste uitslag in de laatste wedstrijd (Middelkerke 16/02/2019) het voordeel genieten.[2][3]

## Mannen elite

### Kalender en podia
| Datum      | Locatie                               | Cat. | Winnaar              | Tweede                 | Derde             | Leider in het klassement |         |
| ---------- | ------------------------------------- | ---- | -------------------- | ---------------------- | ----------------- | ------------------------ | ------- |
| 14/10/2018 | Cyclocross Gieten, Gieten             | C1   | Mathieu van der Poel | Wout van Aert          | Toon Aerts        | Mathieu van der Poel     | details |
| 20/10/2018 | Niels Albert CX, Boom                 | C2   | Mathieu van der Poel | Toon Aerts             | Gianni Vermeersch | Mathieu van der Poel     | details |
| 28/10/2018 | Cyclocross Ruddervoorde, Ruddervoorde | C1   | Mathieu van der Poel | Wout van Aert          | Toon Aerts        | Mathieu van der Poel     | details |
| 11/11/2018 | Cyclocross Asper-Gavere, Gavere       | C1   | Mathieu van der Poel | Toon Aerts             | Wout van Aert     | Mathieu van der Poel     | details |
| 16/12/2018 | Cyclocross Zonhoven, Zonhoven         | C1   | Mathieu van der Poel | Wout van Aert          | Toon Aerts        | Mathieu van der Poel     | details |
| 30/12/2018 | Cyclocross Diegem, Diegem             | C1   | Mathieu van der Poel | Michael Vanthourenhout | Toon Aerts        | Mathieu van der Poel     | details |
| 10/02/2019 | Vlaamse Aardbeiencross, Hoogstraten   | C1   | Mathieu van der Poel | Toon Aerts             | Corne van Kessel  | Mathieu van der Poel     | details |
| 16/02/2019 | Noordzeecross, Middelkerke            | C1   | Mathieu van der Poel | Michael Vanthourenhout | Toon Aerts        | Mathieu van der Poel     | details |

### Eindstand
| Pos. | Renner                 | Team                           | GIE | BOO | RUD | GAV | ZON | DIE | HOO | MID | Punten |
| ---- | ---------------------- | ------------------------------ | --- | --- | --- | --- | --- | --- | --- | --- | ------ |
| 1    | Mathieu van der Poel   | Corendon-Circus                | 1   | 1   | 1   | 1   | 1   | 1   | 1   | 1   | 120    |
| 2    | Toon Aerts             | Telenet-Fidea Lions            | 3   | 2   | 3   | 2   | 3   | 3   | 2   | 3   | 107    |
| 3    | Lars van der Haar      | Telenet-Fidea Lions            | 4   | 5   | 8   | 5   | 4   | 4   | 7   | 4   | 86     |
| 4    | Wout van Aert          | Cibel-Cebon Offroad Team       | 2   | –   | 2   | 3   | 2   | 5   | –   | –   | 66     |
| 5    | Quinten Hermans        | Telenet-Fidea Lions            | DNF | 4   | 11  | 7   | 13  | 7   | 6   | 5   | 59     |
| 6    | Michael Vanthourenhout | Marlux-Bingoal                 | DNF | 7   | 5   | DNF | 10  | 2   | 12  | 2   | 58     |
| 7    | Jens Adams             | Pauwels Sauzen-Vastgoedservice | 11  | 9   | 13  | 8   | 5   | 10  | 10  | 9   | 53     |
| 8    | Tom Meeusen            | Corendon-Circus                | 12  | 10  | 6   | 6   | 9   | 13  | 9   | 11  | 52     |
| 9    | Gianni Vermeersch      | Steylaerts - 777               | 10  | 3   | 14  | 9   | 8   | 12  | DNF | 7   | 40     |
| 10   | Laurens Sweeck         | Pauwels Sauzen-Vastgoedservice | DNF | 5   | 7   | DNF | 6   | 9   | DNF | 15  | 38     |

| Pos. | Prijzengeld |
| ---- | ----------- |
| 1.   | € 30.000    |
| 2.   | € 20.000    |
| 3.   | € 14.000    |
| 4.   | € 9.000     |
| 5.   | € 6.000     |
| 6.   | € 4.000     |
| 7.   | € 2.500     |
| 8.   | € 2.000     |
| 9.   | € 1.500     |
| 10.  | € 1.000     |
| Tot. | € 90.000    |

## Vrouwen elite

### Kalender en podia
| Datum      | Locatie                               | Cat. | Winnares            | Tweede                     | Derde                      | Leidster in het klassement |         |
| ---------- | ------------------------------------- | ---- | ------------------- | -------------------------- | -------------------------- | -------------------------- | ------- |
| 14/10/2018 | Cyclocross Gieten, Gieten             | C1   | Annemarie Worst     | Marianne Vos               | Alice Maria Arzuffi        | Annemarie Worst            | details |
| 20/10/2018 | Niels Albert CX, Boom                 | C2   | Kim Van de Steene   | Alice Maria Arzuffi        | Sanne Cant                 | Annemarie Worst            | details |
| 28/10/2018 | Cyclocross Ruddervoorde, Ruddervoorde | C1   | Marianne Vos        | Annemarie Worst            | Kim Van de Steene          | Annemarie Worst            | details |
| 11/11/2018 | Cyclocross Asper-Gavere, Gavere       | C1   | Alice Maria Arzuffi | Nikki Brammeier            | Sanne Cant                 | Annemarie Worst            | details |
| 16/12/2018 | Cyclocross Zonhoven, Zonhoven         | C1   | Sanne Cant          | Denise Betsema             | Ceylin del Carmen Alvarado | Alice Maria Arzuffi        | details |
| 30/12/2018 | Cyclocross Diegem, Diegem             | C1   | Sanne Cant          | Annemarie Worst            | Denise Betsema             | Sanne Cant                 | details |
| 10/02/2019 | Vlaamse Aardbeiencross, Hoogstraten   | C1   | Sanne Cant          | Annemarie Worst            | Denise Betsema             | Sanne Cant                 | details |
| 16/02/2019 | Noordzeecross, Middelkerke            | C1   | Denise Betsema      | Ceylin del Carmen Alvarado | Loes Sels                  | Sanne Cant                 | details |

### Eindstand
| Pos. | Renster                    | Team                           | GIE | BOO | RUD | GAV | ZON | DIE | HOO | MID | Punten |
| ---- | -------------------------- | ------------------------------ | --- | --- | --- | --- | --- | --- | --- | --- | ------ |
| 1    | Sanne Cant                 | Corendon-Circus                | 7   | 3   | 6   | 3   | 1   | 1   | 1   | 4   | 102    |
| 2    | Annemarie Worst            | Steylaerts - 777               | 1   | 4   | 2   | 4   | 9   | 2   | 2   | 8   | 96     |
| 3    | Denise Betsema             | Marlux-Bingoal                 | 6   | –   | 4   | 10  | 2   | 3   | 3   | 1   | 83     |
| 4    | Ceylin del Carmen Alvarado | Corendon-Circus                | 13  | 5   | 5   | 7   | 3   | 9   | 5   | 2   | 79     |
| 5    | Alice Maria Arzuffi        | Steylaerts - 777               | 3   | 2   | 7   | 1   | 5   | 7   | 7   | 12  | 73     |
| 6    | Eva Lechner                | Creafin-Tüv Süd                | 11  | 9   | 15  | 6   | 11  | 4   | 6   | 6   | 60     |
| 7    | Nikki Brammeier            | MUDIIITA                       | 14  | –   | 10  | 2   | 4   | 7   | 9   | –   | 50     |
| 8    | Loes Sels                  | Pauwels Sauzen-Vastgoedservice | 4   | –   | –   | –   | 6   | –   | 4   | 3   | 47     |
| 9    | Maud Kaptheijns            | Crelan-Charles                 | 5   | 10  | 9   | DNF | 8   | 5   | –   | DNF | 43     |
| 10   | Ellen Van Loy              | Telenet-Fidea Lions            | 9   | 8   | 6   | 13  | –   | 17  | 7   | DNF | 37     |

| Pos. | Prijzengeld |
| ---- | ----------- |
| 1.   | € 10.000    |
| 2.   | € 5.000     |
| 3.   | € 2.500     |
| 4.   | € 1.700     |
| 5.   | € 1.200     |
| 6.   | € 750       |
| 7.   | € 500       |
| 8.   | € 350       |
| Tot. | € 22.000    |

## Vrouwen beloften -23 jaar

### Eindstand
| Pos. | Renster                    | Team                                   | GIE | BOO | RUD | GAV | ZON | DIE | HOO | MID | Punten |
| ---- | -------------------------- | -------------------------------------- | --- | --- | --- | --- | --- | --- | --- | --- | ------ |
| 1    | Ceylin del Carmen Alvarado | Corendon-Circus                        | 3   | 1   | 1   | 1   | 1   | 1   | 1   | 1   | 62     |
| 2    | Inge van der Heijden       | Waowdeals Pro Cycling/CCC-Liv          | 4   |     | 3   | 4   | 2   | 2   | 2   | 3   | 43     |
| 3    | Fleur Nagengast            | Telenet-Fidea                          | 1   | 3   | 2   | 2   |     | 3   |     | 4   | 39     |
| 4    | Yara Kastelijn             | Waowdeals Pro Cycling/Steylaerts - 777 | 6   | 6   | 4   |     |     |     | 4   | 2   | 23     |
| 5    | Shirin van Anrooij         | Project Shirin 2020                    | 7   | 4   |     | 5   | 3   | 5   |     |     | 21     |
| 6    | Anna Kay                   | Storey Racing/Experza-Footlogix        | 5   | 5   |     |     | 5   | 4   | 6   |     | 20     |
| 7    | Manon Bakker               | Experza-Footlogix                      | 2   |     |     | 3   | 6   | 7   | 8   |     | 19     |
| 8    | Marion Norbert-Riberolle   | Team Vondelmolen                       |     |     | 5   |     |     |     | 3   | 5   | 14     |
| 9    | Aniek van Alphen           | BNS Technics - Concrete House          | 8   | 8   | 6   | 7   | 7   |     | 7   | 6   | 14     |
| 10   | Puck Pieterse              | ZZPR.nl-Orange Babies                  |     | 2   |     |     | 8   |     | 5   |     | 12     |
| 11   | Marthe Truyen              |                                        |     |     | 7   | 8   |     | 6   |     | 8   | 7      |
| 12   | Mari-Liis Mottus           |                                        |     |     |     |     | 4   | 8   |     |     | 6      |
| 13   | Emily Wadsworth            |                                        |     |     |     | 6   |     |     |     |     | 3      |
| 14   | Anna Flyn                  |                                        |     | 7   |     |     |     |     |     |     | 2      |
| 15   | Jinse Peters               |                                        |     |     |     |     |     |     |     | 7   | 2      |
| 16   | Susanne Meistrok           |                                        |     |     | 8   |     |     |     |     |     | 1      |

| Pos. | Prijzengeld |
| ---- | ----------- |
| 1.   | € 1.500     |
| 2.   | € 750       |
| 3.   | € 450       |
| 4.   | € 300       |
| Tot. | € 3.000     |

## Vaste contracten
De Superprestige had voor het seizoen 2018-2019 vaste contracten getekend met verschillende renners en rensters. Deze renners/rensters zouden deelnemen aan alle acht Superprestige manches.

### Mannen (elite en beloften)
Wout van Aert –  Mathieu van der Poel –  Lars van der Haar –  Laurens Sweeck –  Toon Aerts –  Michael Vanthourenhout –  Eli Iserbyt –  Tom Pidcock –  Joris Nieuwenhuis –  Quinten Hermans –  Tim Merlier –  Jens Adams –  David van der Poel –  Gioele Bertolini –  Gianni Vermeersch –  Daan Soete –  Michael Boroš –  Jakob Dorigoni –  Sieben Wouters –  Adam Ťoupalík –  Jens Dekker –  Toon Vandebosch –  Stan Godrie –  Nicolas Cleppe –  Thijs Aerts –  Ben Turner –  Dieter Vanthourenhout –  Diether Sweeck –  Thomas Joseph –  Kevin Pauwels –  Tom Meeusen –  Wietse Bosmans –  Loris Rouiller –  Ryan Kamp –  Thymen Arensman –  Tomas Kopecky –  Joshua Dubau –  Lucas Dubau –  Daniel Tulett

### Vrouwen elite
Sanne Cant –  Maud Kaptheijns –  Eva Lechner –  Alice Maria Arzuffi –  Ellen Van Loy –  Nikki Brammeier –  Sophie de Boer –  Annemarie Worst –  Laura Verdonschot –  Elle Anderson –  Ceylin del Carmen Alvarado –  Alicia Franck –  Fleur Nagengast –  Karen Verhestraeten –  Marthe Truyen –  Inge van der Heijden